# Pezza
Die Pezza, selten Pezzo, war ein italienisches Flächenmaß im römischen Kirchenstaat. Als Pezza war es auch eine toskanische Rechnungsmünze.
- 1 Pezza = 10 Quadrat-Catena = 733 Quadrat-Klafter (Wiener) = 2636,6 Quadratmeter

Als Feldmaß war die Pezza ein sogenanntes Aussaatmaß, das heißt eine bestimmte Menge Saatgut bestimmt die bestellbare Fläche.
- 1 Pezza = 11 Joch (Wiener)

Die Maßkette war
- 1 Rubbio = 4 Quarte = 7 Pezze = 16 Scorci = 32 Quartucci = 112 Catene = 184,83 Ar[3]